# Born This Way: The Remix
Born This Way: The Remix è il secondo album di remix della cantante statunitense Lady Gaga, pubblicato il 18 novembre 2011 dalla Interscope Records.

## Descrizione
Il disco è uscito insieme al DVD del concerto Lady Gaga Presents the Monster Ball Tour: At Madison Square Garden e a un libro con più di 300 immagini scattate dal fotografo Terry Richardson.

## Tracce
1. Born This Way (Zedd Remix) – 6:30 (Lady Gaga, Jeppe Laursen)
2. Judas (Goldfrapp Remix) – 4:43 (Lady Gaga, RedOne)
3. The Edge of Glory (Foster the People Remix) – 6:10 (Lady Gaga, Fernando Garibay, DJ White Shadows)
4. Yoü and I (Wild Beasts Remix) – 3:51 (Lady Gaga)
5. Marry the Night (The Weeknd & Ilangelo Remix) – 4:03 (Lady Gaga, Fernando Garibay)
6. Black Jesus † Amen Fashion (Michael Woods Remix) – 6:10 (Lady Gaga, DJ White Shadows)
7. Bloody Mary (The Horrors Remix) – 5:18 (Lady Gaga, Fernando Garibay, DJ White Shadows)
8. Scheiße (Guéna LG Remix) – 5:44 (Lady Gaga, RedOne)
9. Americano (Gregori Klosman Remix) – 6:07 (Lady Gaga, Fernando Garibay, DJ White Shadows, Cheche Alara)
10. Electric Chapel (Two Door Cinema Club Remix) – 3:59 (Lady Gaga, DJ White Shadows)
11. Yoü and I (Metronomy Remix) – 4:19 (Lady Gaga)
12. Judas (Hurts Remix) – 3:58 (Lady Gaga, RedOne)
13. Born This Way (Twin Shadow Remix) – 4:05 (Lady Gaga, Jeppe Laursen)
14. The Edge of Glory (Sultan & Ned Shepard Remix) – 6:34 (Lady Gaga, Fernando Garibay, Dj White Shadow)

Traccia bonus su iTunes
1. Judas (Röyksopp's 30 Pieces Mix) – 9:18

Tracce bonus dell'edizione giapponese
1. Yoü and I (Mark Taylor Remix) – 5:02
2. The Edge of Glory (Desi Hits! Bollywood Remix) – 4:26

## Successo commerciale
Nel Regno Unito, la compilation ha debuttato alla posizione numero 77. In Giappone, l'album ha debuttato alla posizione numero 14 con una vendita pari a 12 120 copie. La seconda settimana, l'album è sceso alla 19ª posizione, vendendo 6 650 copie. L'album è stato certificato disco d'oro dalla RIAJ (Recording Industry Association of Japan) per aver venduto 100 000 copie. Negli Stati Uniti, l'album ha debuttato alla posizione numero 105 della Billboard 200, ma ha debuttato alla 3ª posizione nella Dance/Electronic Chart. Le vendite in questo Paese, secondo Billboard, ammontano a 62 000 copie.
L'album è entrato nella Top 100 in altri Paesi, incluse Italia, Francia e Spagna.

## Classifiche

### Classifiche settimanali
| Classifica (2011)   | Posizione massima |
| ------------------- | ----------------- |
| Australia           | 62                |
| Belgio (Vallonia)   | 69                |
| Canada              | 49                |
| Francia             | 71                |
| Giappone            | 14                |
| Grecia              | 51                |
| Italia              | 89                |
| Regno Unito         | 77                |
| Spagna              | 41                |
| Stati Uniti         | 105               |
| Stati Uniti (Dance) | 3                 |

### Classifiche di fine anno
| Classifica (2012)                     | Posizione |
| ------------------------------------- | --------- |
| Stati Uniti (Dance/Electronic Albums) | 20        |

## Date di pubblicazione
| Paese       | Data di pubblicazione | Formato               | Etichetta                        | Note   |
| ----------- | --------------------- | --------------------- | -------------------------------- | ------ |
| Germania    | 18 novembre 2011      | CD, download digitale | Interscope                       | [ 26 ] |
| Stati Uniti | 21 novembre 2011      | CD, download digitale | Streamline, Interscope, Kon Live | [ 27 ] |
| Italia      | 22 novembre 2011      | CD, download digitale | Interscope                       | [ 28 ] |
| Giappone    | 23 novembre 2011      | CD, download digitale | Universal Japan                  | [ 29 ] |